# カメラトラップ

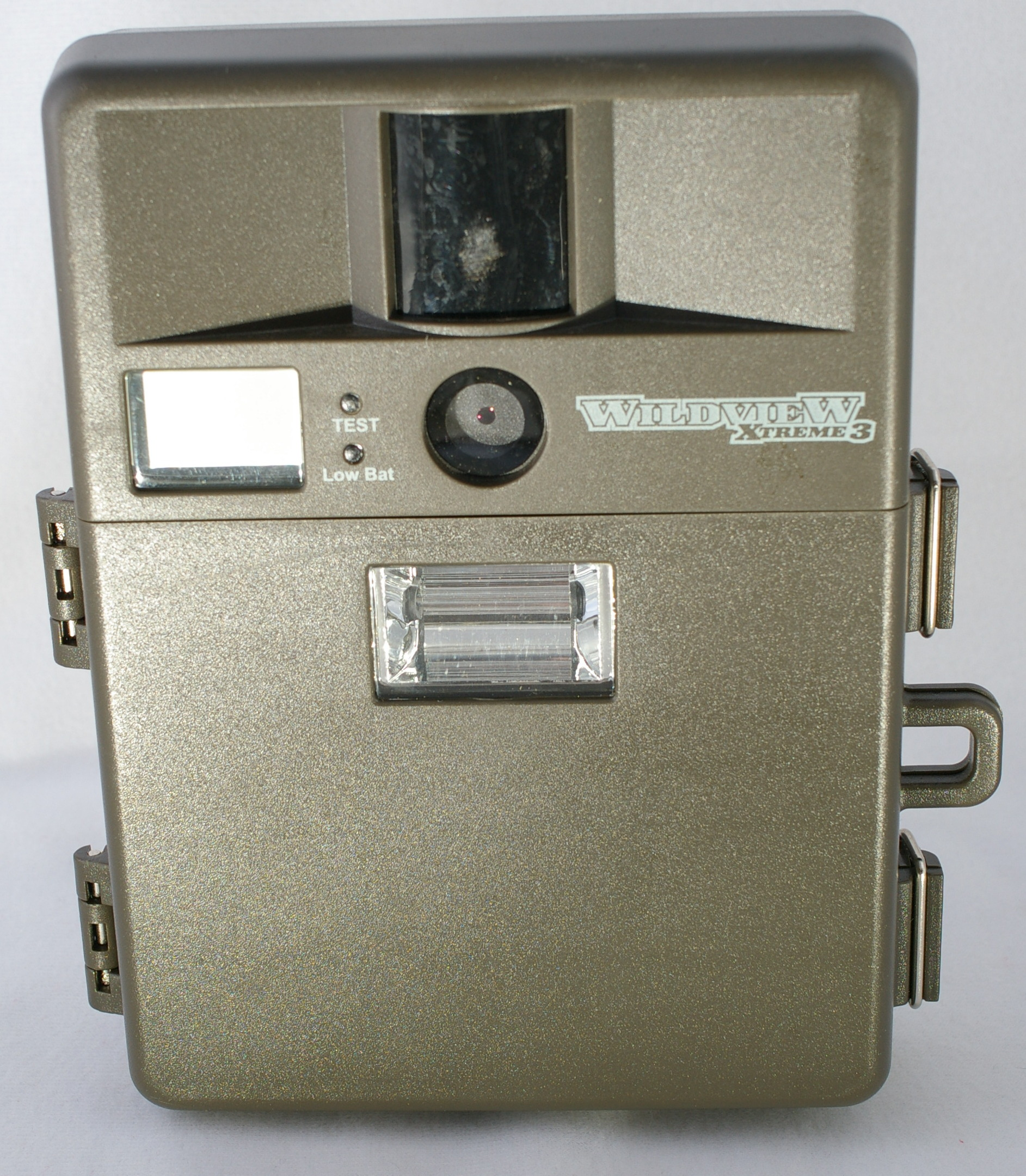
カメラトラップ

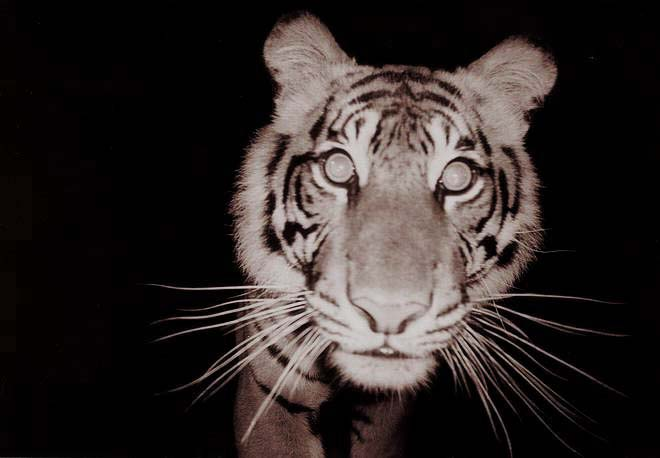
カメラトラップで撮影されたスマトラトラ

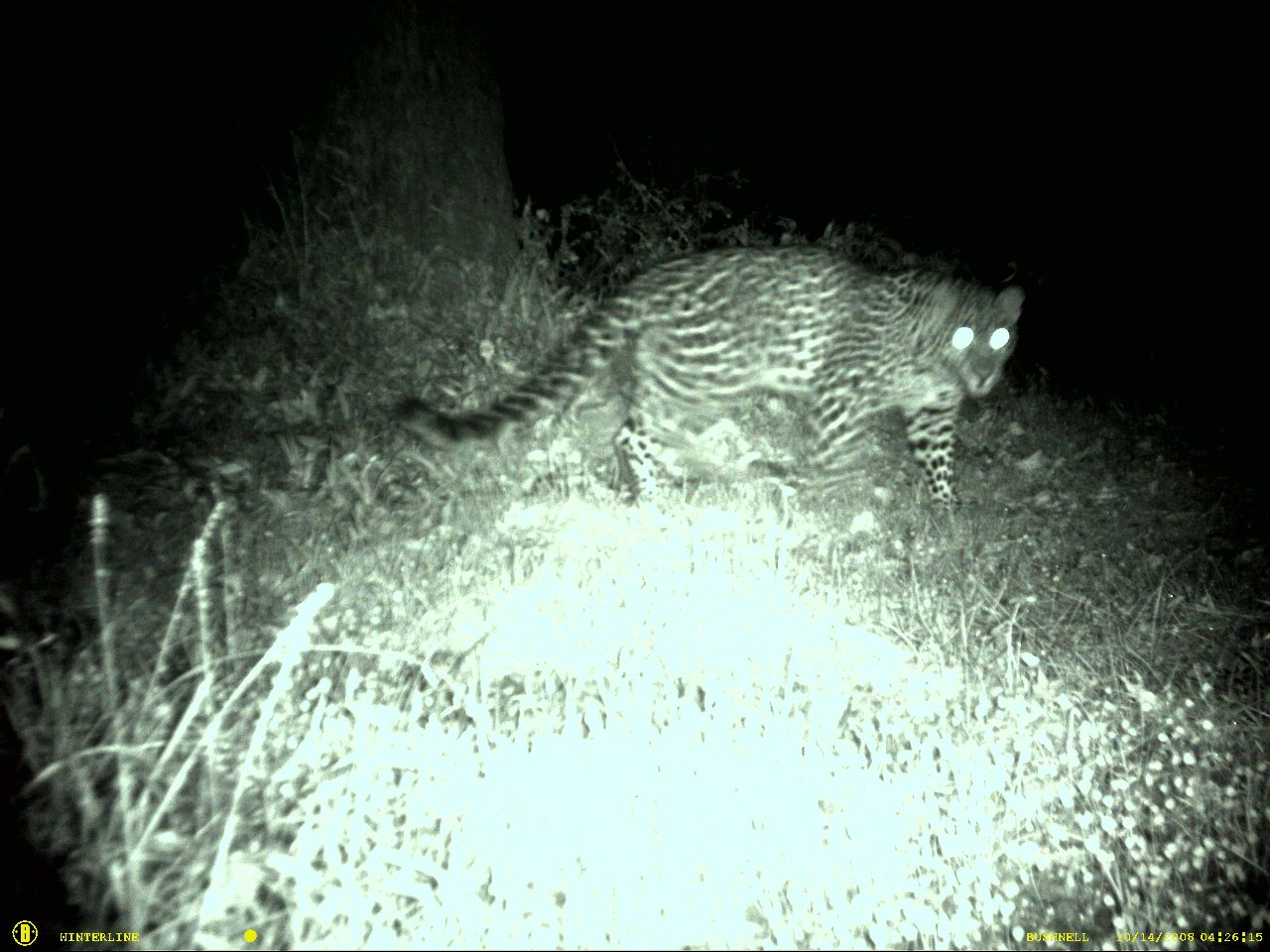
カメラトラップで撮影されたヒョウ

カメラトラップ（英語：Camera trap）とは、主に野生動物を対象に、モーションセンサーや赤外線センサーを用いて自動で撮影する設置型のカメラ（トレイルカメラ）、もしくはその手法のこと。自動撮影カメラやトラップカメラともいう。

## 概要

### 使用方法
野生動物が出現すると予測される場所を選定し、地上に置いたり、樹木に括り付けたりしてカメラを設置する。野生動物がカメラの前を通ると、体温や動きを感知して自動的にシャッターがおりる。シャッターを切るタイミングや間隔は事前に設定ができる。なかには動画の撮影や暗闇でも撮影できる暗視機能などさまざまな機能が付属しているものもある。データは主にSDメモリーカードに保存され、アルカリ電池を使用する製品が多い。

### 目的と応用
カメラトラップはある地域の野生動物についての生態学情報を調査するうえで優れた調査手法である。野生動物を撮影することで、その野生動物の存在やカメラを設置した環境を利用しているかどうか、または地域の動物相などを把握することができる。さらに、単純に野生動物を撮影して観察するだけではなく、撮影された個体を識別して該当地域に生息する個体数を推定したり（個体数推定）、カメラ設置努力量（設置台数×設置日数）に対する撮影成功率から生息数指標を算出するなど実用性は幅広い。
調査者が調査地に足を運ぶ頻度を減らして現場の調査期間や労力を省略化できること、24時間体制のモニタリングを可能とすることなどの利点がある。また、撮影者となる人間がその場にいないため、動物に不要なストレスを与えることもなく、野生動物研究者にとって必要不可欠なツールとなっている。

## 撮影対象
主に哺乳類に対して用いられるが、鳥類や爬虫類の撮影にも使用される。
日本ではクマ やシカ、イノシシの研究で活躍している。